# Asterix kontra Cezar
Asteriks kontra Cezar (fr. Astérix et la surprise de César, 1985) – francuski film animowany, opowiadający kolejne przygody dwóch dzielnych Gallów – Asteriksa i Obeliksa. Film powstał na podstawie komiksów Asteriks legionista i Asteriks gladiator. Odniósł sukces kasowy. Poza Francją obejrzało go w kinach 15,9 mln widzów.

## Fabuła
Do galijskiej wioski przyjeżdża Falbala w odwiedziny do jej wuja Asparanoiksa. Obeliks od razu się w niej zakochuje, lecz ta woli Tragikomiksa. W tym samym czasie do jednej z baz Rzymian trafia nowy kadet. Ochoczo nastawiony do walki z Galami uprowadza do bazy Falbalę i Tragikomiksa. Cała wioska rusza parze na ratunek i w efekcie tego baza zostaje spustoszona. Po walce okazuje się jednak, że para została wysłana w świat. Asteriks i Obeliks wyruszają im na pomoc.

## Obsada głosowa[3]
- Roger Carel – Asteriks
- Pierre Tornade – Obeliks
- Pierre Mondy – Gajus Flabius
- Serge Sauvion – Juliusz Cezar
- Henri Labussière – Panoramiks
- Roger Lumont – dekurion Briseradius
- Pierre Tchernia – Terminus
- Michel Barbey – centurion Vapetimus
- Séverine Morisot – Falbala (dialogi)
- Danielle Licari – Falbala (śpiew)
- Thierry Ragueneau – Tragikomiks
- Patrick Préjean – dekurion Superbus
- Jean-Pierre Darras – Abrarakurliks
- Henri Poirier – 
  - adiutant centuriona Vapetimusa,
  - kolega Briseradiusa
- Philippe Dumat – Hassan, handlarz niewolników
- Yves Barsacq – Ahigieniks
- Michel Gatineau – porywacz
- Nicolas Silberg – prezenter prezentów dla Cezara
- José Luccioni – komentator z Koloseum
- Pierre Mirat
- Paul Bisciglia
- Edmond Bernard
- Gerard Croce
- Peter Wollash
- Alain Doutey
- Paul Mercey